# Kost ar c'hoat
De Kost ar c'hoat (ook wel Kost ar c'hoad of Kost er c'hoed) is een  Bretoense rondedans uit de familie van de gavotte. Kost ar c'hoat zou Bretoens zijn voor bij het bos verwijzend naar waar de dans gedanst wordt. Daarmee zou de dans zich onderscheiden van de oorspronkelijke gavottes die uit de bergen kwamen.
Soms wordt naar de kost ar c'hoat verwezen als gavotte in 4-5 omdat er tussen de 4e en 5e van 8 maten een extra stap gezet wordt (bij een gavotte is dat tussen de 3e en 4e). Net als bij de gavotte houden de dansers elkaar stevig vast bij de armen met de rechterarm van de linkse persoon over de linkse arm van de rechtse persoon. Bovenarmen dicht tegen het lichaam gedrukt en de onderarmen in een rechte hoek recht vooruit. De rij is typisch afwisselend man en vrouw. De dans zit hem dus vooral in het voetenspel.

## Kost ar c'hoat op folkbals
Op folkbals in Vlaanderen komt een kost ar c'hoat niet veel voor. EmBRUN, Embrio of Triple-X speelt er al eens eentje. Ook Zoalo en El Peppah spelen kost ar c'hoats. Er wordt dan meestal in slingers gedanst in plaats van in de traditionele cirkels.